# Tầng Toarc
| Hệ/ Kỷ                               | Thống/ Thế   | Tầng/ Kỳ   | Niên đại (Ma) | Niên đại (Ma) |
| ------------------------------------ | ------------ | ---------- | ------------- | ------------- |
| Phấn Trắng                           | Hạ/Sớm       | Berrias    | trẻ/muộn hơn  | trẻ/muộn hơn  |
| Jura                                 | Thượng /Muộn | Tithon     | ~145.0        | 152.1         |
| Jura                                 | Thượng /Muộn | Kimmeridge | 152.1         | 157.3         |
| Jura                                 | Thượng /Muộn | Oxford     | 157.3         | 163.5         |
| Jura                                 | Trung/Giữa   | Callove    | 163.5         | 166.1         |
| Jura                                 | Trung/Giữa   | Bathon     | 166.1         | 168.3         |
| Jura                                 | Trung/Giữa   | Bajocy     | 168.3         | 170.3         |
| Jura                                 | Trung/Giữa   | Aalen      | 170.3         | 174.1         |
| Jura                                 | Hạ/Sớm       | Toarc      | 174.1         | 182.7         |
| Jura                                 | Hạ/Sớm       | Pliensbach | 182.7         | 190.8         |
| Jura                                 | Hạ/Sớm       | Sinemur    | 190.8         | 199.3         |
| Jura                                 | Hạ/Sớm       | Hettange   | 199.3         | 201.3         |
| Trias                                | Thượng /Muộn | Rhaetia    | cổ/sớm hơn    | cổ/sớm hơn    |
| Phân chia Kỷ Jura theo ICS năm 2020. |              |            |               |               |

Tầng Toarc trong niên đại địa chất là kỳ cuối cùng của thế Jura sớm, và trong thời địa tầng học thì nó là bậc trên cùng của thống Jura dưới. Kỳ Toarc tồn tại từ ~ 174.1 Ma đến 182.7 Ma (Ma: Megaannum, triệu năm trước).
Kỳ Toarc kế tục kỳ Pliensbach của cùng thế Jura sớm, và tiếp sau là kỳ Aalen của thế Jura giữa.

## Địa tầng
Tên Toarc được đặt tên theo thành phố Thouars ở Pháp. Thouars nằm giữa Angers và Poitiers. Năm 1842 Alcide Dessalines d’Orbigny xác định tầng này trong một mỏ đá gần Thouars.
Địa tầng của Toarc xác định dựa trên nhóm các ammonit. Khởi đầu của Toarc được xác định theo sự xuất hiện của chi ammonit Eodactylites. Kết thúc kỳ được xác định theo sự xuất hiện của chi Leioceras.
Hồ sơ tham chiếu toàn cầu (GSSP) gần tương ứng với ranh giới Pliensbach - Toarc tại Peniche ở Bồ Đào Nha.
Trong đại dương Tethys, tầng Toarc chứa tám đới sinh vật ammonit:
- Đới có Pleydellia aalensis
- Đới có Dumortieria pseudoradiosa
- Đới có Phlyseogrammoceras dispansum
- Đới có Grammoceras thouarcense
- Đới có Haugia variabilis
- Đới có Hildoceras bifrons
- Đới có Harpoceras serpentinum
- Đới có Dactylioceras tenuicostatum

## Cổ sinh

### Động vật lưỡng cư
| Đơn vị phân loại           | Hiện diện          | Vị trí                                     | Mô tả | Hình ảnh |
| -------------------------- | ------------------ | ------------------------------------------ | --- | -------- |
| - Siderops                 | Pliensbach - Toarc | Hệ tầng Evergreen, Úc                      | Một brachyopoid stereospondyl. |          |
| - Notobatrachus - N. reigi | Toarc trên         | Hệ tầng Cañadón Asfalto, Chubut, Argentina | Một chi ếch archaeobatrachia đã tuyệt chủng và là thành viên của họ Ascaphidae còn tồn tại. Một trong những loài ếch thực sự lâu đời nhất được phát hiện. |          |

### †Thằn lằn cá
| Đơn vị phân loại   | Hiện diện          | Vị trí            | Mô tả                                                              | Hình ảnh |
| ------------------ | ------------------ | ----------------- | ------------------------------------------------------------------ | -------- |
| - Stenopterygius   |                    | Châu Âu           |                                                                    |          |
| - Temnodontosaurus | Hettange tới Toarc | Trên khắp châu Âu | Một Thằn lằn cá (ichthyosaur) có chiều dài vượt quá 12 mét (39 ft) |          |

### †Ornithischia
| Đơn vị phân loại | Hiện diện | Vị trí                   | Mô tả | Hình ảnh |
| ---------------- | --------- | ------------------------ | --- | -------- |
| - Emausaurus     |           | Hệ tầng Ciechocinek, Đức | Khủng long bọc thép được biết đến từ một hộp sọ và một phần tàn tích sau sọ, mặc dù chỉ có hộp sọ là được biết rõ. Áo giáp bao gồm các thanh hình nón và các phần tử cao, có gai. |          |

### †Plesiosaurs
| Đơn vị phân loại                                                                        | Hiện diện | Vị trí                         | Mô tả | Hình ảnh |
| --------------------------------------------------------------------------------------- | --------- | ------------------------------ | --- | -------- |
| - Bishanopliosaurus                                                                     |           | Hệ tầng Ziliujing, Trung Quốc  | Pliosauroid, có thể là rhomaleosaurid. |          |
| - Hauffiosaurus                                                                         |           | Anh và Đức                     | Một pliosaurid cơ bản. |          |
| - Hydrorion                                                                             |           | Đá phiến Posidonia, Đức        | Một plesiosauroid cơ bản. |          |
| - Lusonectes                                                                            |           | Bồ Đào Nha                     | Một plesiosauroid cơ bản, có thể là họ hàng gần của Microcleidus . |          |
| - Meyerasaurus                                                                          |           | Holzmaden,southwestern Germany | rhomaleosaurid, hộp sọ có chiều dài 37 cm, và con vật dài khoảng 3,35 m (11,0 ft). |          |
| - Microcleidus - M. homalospondylus - M. macropterus - M. tournemirensis - M. melusinae |           | Tournemire, Aveyron, Pháp      | Một loài plesiosaur tương tự như Elasmosaurus, có chiều dài khoảng 3 mét. Hóa thạch của một bộ xương đơn lẻ nhưng gần như hoàn chỉnh của một loài động vật dài khoảng 4 mét (13 ft), ban đầu được mô tả là Occitanosaurus tournemirensis , hiện được coi là một loài Microcleidus |          |
| - Plesiopterys                                                                          |           | Đá phiến Posidonia, Đức        | Một plesiosauroid cơ bản, có thể là họ hàng gần của Cryptoclidus . |          |
| - Rhomaleosaurus                                                                        | Toarc     | Alum Shale, Yorkshire, Anh     | Một chi bò sát ăn thịt sauropterygian thuộc siêu họ pliosaur, dài khoảng 7m. |          |
| - Seeleyosaurus                                                                         | Toarc     | Württemberg, Đức               | Là một con microcleidid lớn (dài khoảng 3 đến 5 mét), được phân biệt bởi đầu nhỏ, cổ dài và mảnh, thân hình rộng như rùa, một cái đuôi ngắn và hai cặp mái chèo lớn, dài |          |
| - Sthenarosaurus                                                                        |           | Anh                            | Một chi rhomaleosaurid pliosaur. |          |

### †Sauropods
| Đơn vị phân loại | Hiện diện     | Vị trí                   | Mô tả | Hình ảnh |
| ---------------- | ------------- | ------------------------ | --- | -------- |
| - Barapasaurus   |               | Maharastra, Ấn Độ        | Có chiều dài khoảng 18 mét (60 feet) và nặng khoảng 48 tấn (53 tấn). Chiều cao đến hông của nó xấp xỉ 5,5 mét (18 feet)        |          |
| - Rhoetosaurus   | Còn tranh cãi | Trung tâm Queensland, Úc | Ước tính dài khoảng 12–15 mét. Đã được so sánh với Shunosaurus , dựa trên độ tuổi chung tương tự, nhưng không có sự biện minh. |          |
| - Tazoudasaurus  | Toarc         | Tỉnh Ouarzazate, Maroc   | Sauropod nguyên thủy nhỏ, dài khoảng 9 mét. Thành viên của Vulcanodontidae                                                     |          |

### †Thalattosuchia
| Đơn vị phân loại       | Hiện diện | Vị trí                                      | Mô tả                                                 | Hình ảnh |
| ---------------------- | --------- | ------------------------------------------- | ----------------------------------------------------- | -------- |
| - Macrospondylus       | Toarc sớm | Hệ tầng đá bùn Whitby của Anh và Đức        | machimosaurid teleosauroid.                           |          |
| - Mystriosaurus        | Toarc sớm | Hệ tầng đá bùn Whitby của Anh và Đức        | teleosaurid teleosauroid.                             |          |
| - Peipehsuchus         |           | Trung Quốc                                  | Một metriorhynchoid cơ bản.                           |          |
| - Pelagosaurus         | Toarc sớm | Anh, Pháp và Đức                            | Một metriorhynchoid cơ bản.                           |          |
| - Platysuchus          | Toarc sớm | Đức và Luxembourg                           | teleosaurid teleosauroid trong phân họ Teleosaurinae. |          |
| - Plagiophthalmosuchus | Toarc sớm | Hệ tầng đá bùn Whitby của Anh và Luxembourg | Một teleosauroid cơ bản.                              |          |

### Khủng long chân thú
| Đơn vị phân loại | Hiện diện      | Vị trí                                          | Mô tả | Hình ảnh |
| ---------------- | -------------- | ----------------------------------------------- | --- | -------- |
| Asfaltovenator   | Toarc-Bajocy   | Bồn Cañadón Asfalto , Patagonia, Argentina      | Một con carnosaur cơ bản lớn. Sự kết hợp độc đáo của các đặc điểm được thấy trong Asfaltovenator có thể cho thấy megalosauroid và allosauroid có chung tổ tiên không được chia sẻ với Coelurosauria. |          |
| Berberosaurus    | Toarc giữa     | Hệ tầng Azilal ở High Atlas, Ouarzazate, Maroc. | Một neotheropod nguyên thủy, có kích thước trung bình, có thể là dilophosaurid nhưng rất có thể là ceratosaur cơ bản.                                                                                |          |
| Condorraptor     | Aalen - Bajocy | Bồn Cañadón Asfalto , Patagonia, Argentina      | Đây là một trong những loài động vật chân thú lớn sớm nhất ở Nam Mỹ. |          |
| Magnosaurus      | Aalen - Bajocy | Dorset, Anh                                     | Magnosaurus là một trong những megalosaurids đầu tiên tiến hóa. |          |